# Sings Kristofferson
Sings Kristofferson es el vigesimocuarto álbum de estudio del músico estadounidense Willie Nelson publicado por la compañía discográfica Columbia Records en octubre de 1979. El álbum incluye composiciones del músico Kris Kristofferson versionadas por Nelson y alcanzó el primer puesto en la lista canadiense de álbumes country, elaborada por la revista RPM. En los Estados Unidos, llegó al quinto puesto de la lista de álbumes country y al 42 en la lista Billboard 200.

## Lista de canciones
Todas las canciones compuestas por Kris Kristofferson excepto donde se anota.
Cara A
1. "Me and Bobby McGee" (Fred Foster, Kristofferson) - 5:15
2. "Help Me Make It Through the Night" - 4:02
3. "The Pilgrim, Chapter 33" - 3:35
4. "Why Me" - 3:54
5. "For the Good Times" - 5:24

Cara B
1. "You Show Me Yours (And I'll Show You Mine)" - 3:50
2. "Lovin' Her Was Easier (Than Anything I'll Ever Do Again)" - 5:50
3. "Sunday Mornin' Comin' Down" - 7:01
4. "Please Don't Tell Me How the Story Ends" - 2:50

## Personal
- Willie Nelson – voz, guitarra
- Jody Payne – guitarra
- Bobbie Nelson – piano
- Rex Ludwick – batería
- Paul English – batería
- Bee Spears – bajo
- Chris Ethridge – bajo
- Mickey Raphael – arpa
- Jerry Reed – guitarra eléctrica en "You Show Me Yours"
- Grady Martin – guitarra eléctrica en "You Show Me Yours"
- Albert Lee – guitarra eléctrica en "The Pilgrim"
- Booker T. Jones – órgano en "Why Me"
- Kris Kristofferson – coros

## Posición en listas
| País           | Lista              | Posición |
| -------------- | ------------------ | -------- |
| Canadá         | RPM Country Albums | 1        |
| Estados Unidos | Billboard 200      | 42       |
| Estados Unidos | Top Country Albums | 5        |